# Pierre Depré
Pierre Depré, né le 16 décembre 1944 et décédé le 26 novembre 2013 à l'âge de 68 ans, est un commentateur sportif et un journaliste de la RTBF. Sa discipline de prédilection était l'athlétisme qu'il commenta pendant plus de 25 ans. Il avait également une passion l'art, peinture et sculpture.

## Éléments biographiques
En 1971, Pierre Depré entre au service des sports de la RTB. En 1972, il commente les Jeux olympiques de Munich. Il fera également partie des présentateurs du Mundial de 1986 au côté de Roger Laboureur et de Frank Baudoncq.
Il termine sa carrière comme journaliste culturel et quitte la RTBF, le 31 décembre 2004,.
Il est inhumé au nouveau cimetière de Woluwe-Saint-Lambert à Wezembeek-Oppem.

## Émissions
- Week-end sportif
- Lundi sports

## Publications
- Eddy Merckx, Marc Jeuniau, Pierre Depré, Ma chasse aux maillots : Rose, jaune, arc-en-ciel, mes carnets de route, Arts et voyages, 1974 (ASIN B0014MKH4C).

## Reportages
- Juventus : portrait de la Vieille Dame, 1981.